# Мерино (Колорадо)
Мерино (енгл. Merino) град је у америчкој савезној држави Колорадо.

## Демографија
По попису из 2010. године број становника је 284, што је 38 (15,4%) становника више него 2000. године.
| Група             | 2000.       | 2010.       |
| Белци             | 224 (91,1%) | 257 (90,5%) |
| Афроамериканци    | 0 (0,0%)    | 0 (0,0%)    |
| Азијати           | 0 (0,0%)    | 0 (0,0%)    |
| Хиспаноамериканци | 17 (6,9%)   | 23 (8,1%)   |
| Укупно            | 246         | 284         |